# Matambre a la leche
El matambre a la leche es un plato típico de la Gastronomía de Uruguay. Se trata de un tipo de carne al horno, a base de un corte muy popular y económico dentro de la cocina uruguaya, conocido como matambre, y tal cual indica su nombre se cuece largamente en leche dentro del horno hasta reducir casi todo el líquido. El resultado es una carne muy tierna acompañada de una especie de queso fresco que se forma de la reducción de la leche. Suele decirse comúnmente que la leche "ayuda a tiernizar el matambre", dado que es una carne muy fibrosa y dura capaz de soportar largas cocciones.

## Historia
Posiblemente pudo originarse a comienzos del SXX y fines del XIX en Uruguay, más precisamente en la zona productiva conocida como la Cuenca lechera de Montevideo, integrada por los departamentos de Colonia, Florida, San José y Montevideo, lugar donde se asentó la producción láctea en Uruguay y por tanto el más probable en que se encontraran estos ingredientes, dado que el matambre en todas sus formas solía ser muy popular desde mucho antes. Tanto es así que en la Banda Oriental a principios del siglo XVII Concolorcorvo describe la costumbre de los gauchos de estas tierras de matar una vaca solo para comer el matambre, el cual se hacía asado al ensartarlo dentro de un palo de madera dura clavado en la tierra e inclinado sobre las brasas.

## Preparación
|                                      |
| Matambre a la leche dentro del horno |

|                                     |
| Matambre a la leche recién horneado |

Se trata de un plato muy sencillo pero lleva una preparación prolongada, dado que antes de comenzar debe marinarse el matambre dentro de la leche entre 2 y 24 horas, a más tiempo más efecto surte la leche. Una vez marinado el matambre, la preparación básica lleva entre una y 3 horas. Para empezar se corta el matambre de 1 kilo y medio previamente marinado en trozos irregulares que se disponen en una asadera para horno que se cubre en igual cantidad de leche, en este momento se sala y opcionalmente se agrega queso rallado, pimienta y orégano. Finalmente se lleva a horno moderado hasta que el matambre esté tierno y la mayor parte de la leche se haya evaporado.

## Consumo
Actualmente es un plato muy popular en Uruguay, tanto en los hogares como en los menús de los restaurantes tradicionales. Suele acompañarse comúnmente con puré de papas, aunque admite otros acompañamientos como papas fritas, ensalada mixta o ensalada rusa. La práctica de ablandar el matambre con leche es poco frecuente y sin embargo una técnica similar es empleada en México para preparar los tacos de suadero.